# Parafia Podwyższenia Krzyża Świętego w Cekcynie
Parafia Podwyższenia Krzyża Świętego w Cekcynie – rzymskokatolicka parafia w Cekcynie. Należy do dekanatu tucholskiego diecezji pelplińskiej. Erygowana w XIII wieku. Do parafii należy neogotycki kościół z końca XIX wieku pw. Podwyższenia Krzyża Świętego oraz kościół filialny pw. Matki Boskiej Fatimskiej w Małym Gacnie. 